# François Le Clerc
François Le Clerc, genannt Jambe de Bois („Holzbein“) oder spanisch Pie de Palo bzw. Pata de Palo (* Réville, Normandie; † 1563 vor den Azoren), war ein französischer Kaperkapitän des 16. Jahrhunderts.

## Leben
Nachdem Le Clerc in einer Seeschlacht 1549 vor Guernsey ein Bein verloren hatte, wurde er als Jambe de Bois („Holzbein“) bekannt. Mit einem Kaperbrief des französischen Königs Heinrich II. griff Le Clerc 1552 zunächst die Insel Porto Santo der portugiesischen Inselgruppe Madeira an. Im März 1553 begann Le Clerc mit acht Schiffen, deren Oberbefehl er hatte, die spanische Handelsflotte und Siedlungen anzugreifen. 
1553 überfiel François Le Clerc mit seiner Kriegsflotte Santa Cruz, die Hauptstadt der Insel La Palma, und brannte eine große Anzahl von Gebäuden nieder. Der Legende nach wurde er nach tagelangen Kämpfen von einer Bürgerwehr unter Führung von Baltasar Martín besiegt und von der Insel vertrieben. 
Le Clerc überfiel San German auf Puerto Rico und dann systematisch die Häfen der Insel Hispaniola. Ihr Hauptquartier hatten Le Clerc und seine Männer auf der Insel St. Lucia. Von dort griffen sie vorbeisegelnde spanische Schiffe an. Bei einem Überfall auf Santiago de Cuba am 1. Juli 1554. zerstörten Le Clerc und seine Gefolgsleute die Stadt derart gründlich, dass sie sich lange nicht davon erholte. Als Hugenotte kämpfte er in den Anfängen der französischen Religionskriege mit, doch starb er bald auf See.